# Ліл Рел Говері
Ліл Рел Говері (англ. Lil Rel Howery), справжнє ім'я Мілтон Говері-молодший (англ. Milton Howery Jr.; народився 17 грудня 1979 року) — американський актор і комік. Відомий за ролями Роберта Кармайкла в телевізійному комедійному серіалі NBC «Шоу Кармайкла» (2015—2017) та офіцера TSA Рода Вільямса у фільмі жахів «Пастка» (2017). Він також знявся у телесеріалі «Рел», у якому він був також сценаристом і продюсером.

## Біографія
Мілтон Говері-молодший народився і виріс у Вест-Сайді (Чикаго). Він відвідував школу Провіденс Сент-Мел з п'ятого до дев'ятого класу. Потім він перейшов до середньої школи Крейн. У середній школі він писав жарти та створював сценарії для шоу талантів. Там він вирішив займатися комедією професійно.
Говері виступав на стендап-сцені у клубі «Левовий притон» в Чикаго.  У січні 2007 року дебютував на телебаченні у телевізійному конкурсі «Останній комічний перехід». Того ж року він знявся у фільмі «P. Diddy Presents: The Bad Boys of Comedy» на HBO. У 2009 році взяв участь в акції Національний нічний вихід проти злочинності в Чикаго.

## Особисте життя
Говері одружився з Веріною Робінсон 24 листопада 2008 р. У них народилося двоє дітей. Пара розлучилася в 2017 році.

## Фільмографія
| Рік       |    | Українська назва            | Оригінальна назва                      | Роль                                                                          |
| --------- | -- | --------------------------- | -------------------------------------- | ----------------------------------------------------------------------------- |
| 2014      | с  |                             | Friends of the People                  | різні ролі (також сценарист і продюсер)                                       |
| 2015      | с  |                             | Kevin Hart Presents: Lil Rel: RELevent | (стендап-шоу)                                                                 |
| 2015—2017 | с  | Шоу Кармайкла               | The Carmichael Show                    | Боббі Кармайкл (головна роль)                                                 |
| 2017      | ф  | Пастка                      | Get Out                                | Род Вільямс                                                                   |
| 2017      | с  |                             | Insecure                               | Квентін (5 серій)                                                             |
| 2017      | с  | Киньте мікрофон             | Drop the Mic                           | (Ніколь Шерзінгер vs. Lil Rel Howery / Чарлі Пут vs. Backstreet Boys)         |
| 2018      | ф  | Ти квач!                    | Tag                                    | Реджі                                                                         |
| 2018      | ф  | Дядько Дрю                  | Uncle Drew                             | Дакс Вінслоу                                                                  |
| 2018      | ф  | Пташиний короб              | Bird Box                               | Чарлі                                                                         |
| 2018      | с  | Ліпсінк Батл                | Lip Sync Battle                        | (Lil Rel Howery vs. Ная Рівера)                                               |
| 2018—2019 | с  | Рел                         | Rel                                    | Рел (головна роль)                                                            |
| 2018      | с  | Просмажити зірку            | Comedy Central Roast                   | себе (епізод "Брюс Вілліс")                                                   |
| 2018      | с  | Історія Боббі Брауна        | The Bobby Brown Story                  | Браян Ірвін (2 серії)                                                         |
| 2019      | ф  | Бріттані біжить марафон     | Brittany Runs a Marathon               | Деметрій                                                                      |
| 2019      | ф  | Хороші хлопці               | Good Boys                              | тато Лукаса                                                                   |
| 2019      | мф | Angry Birds у кіно 2        | The Angry Birds Movie 2                | Алекс (голос)                                                                 |
| 2019      | мс | Рапунцель: Нова історія     | Rapunzel's Tangled Adventure           | Віртуус Сент-Гудберрі (серія «Око Пінкости»)                                  |
| 2019      | мс | Пригоди Роккі та Бульвінкля | The Adventures of Rocky and Bullwinkle | Чаклз (серія «Якщо ти не можеш їх перемогти, Тотеме! Або це дощ самоцвітів!») |
| 2019      | с  |                             | South Side                             | єпископ (3 серії)                                                             |
| 2019      | с  |                             | A Black Lady Sketch Show               | фальшивий менеджер (серія «Народжений вночі, але не останньої ночі»)          |
| 2019—2021 | мс | Струмок Крейга              | Craig of the Creek                     | Дарнелл (3 серії)                                                             |
| 2020      | ф  | Фотограф                    | The Photograph                         | Кайл                                                                          |
| 2020      | ф  | Хмари                       | Clouds                                 | Мілтон Вівер                                                                  |
| 2020      | ф  | Додому                      | Home                                   | Джейден                                                                       |
| 2021      | ф  | Юда і Чорний Месія          | Judas and the Black Messiah            | Вейн                                                                          |
| 2021      | ф  | Том і Джеррі                | Tom & Jerry                            | диявол і янгол на плечі Тома                                                  |
| 2021      | ф  | Невдала поїздка             | Bad Trip                               | Бад Малоун                                                                    |
| 2021      | ф  | Батьківство                 | Fatherhood                             | Джордан                                                                       |
| 2021      | ф  | Персонаж                    | Free Guy                               | Бадді                                                                         |
| 2021      | ф  | Відпустка друзів            | Vacation Friends                       |                                                                               |
| 2021      | с  |                             | Nailed It!                             | (серія «Нам потрібен більший торт»)                                           |
| 2022      | ф  | Глибока вода                | Deep Water                             | Неш                                                                           |
| 2022      | мф | Удача                       | Luck                                   | Марвін (голос)                                                                |
| 2023      | ф  | Родичі поза законом         | англ. The Out-Laws                     | Тайрі                                                                         |
| 2024      | ф  | Гарольд і фіолетова крейда  | англ. Harold and the Purple Crayon     | Муз                                                                           |
| 2025      | мф | Людопес                     | Dog Man                                | шеф (голос)                                                                   |